# Araneus carchi
Araneus carchi este o specie de păianjeni din genul Araneus, familia Araneidae, descrisă de Levi, 1991.
Este endemică în Ecuador. Conform Catalogue of Life specia Araneus carchi nu are subspecii cunoscute.